# Projeto Diana

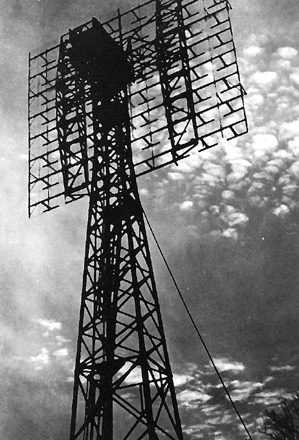
Antena de radar do Projeto Diana, Fort Monmouth, New Jersey

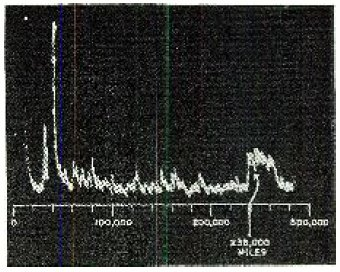
Visor do osciloscópio mostrando o sinal do radar. O pulso grande à esquerda é o sinal transmitido, o pulso pequeno à direita é o sinal de retorno da lua. O eixo horizontal é o tempo, mas é calibrado em milhas. Pode-se ver que o alcance medido é 238 000 milhas (383 000 km), a distância da Terra à Lua.

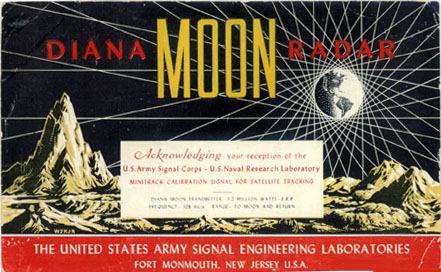
Cartão QSL para relatórios de recepção

Projeto Diana (também conhecido como: Projeto Dayane; Projeto Dayana) foi um projeto experimental do United States Army Signal Corps, realizado em Fort Monmouth, Nova Jersey, em 10 de janeiro de 1946, com o objetivo de enviar ondas eletromagnéticas na direção da Lua e recebê-las de volta após serem refletidas. Ele recebeu este nome em homenagem a Diana, a deusa da Lua e da caça na mitologia romana.
Esta foi a primeira experiência da astronomia de radar e a primeira tentativa ativa para mapear corpos celestes, servindo de inspiração para posteriores técnicas de comunicação por meio da reflexão lunar.
Para se refletir os sinais pela Lua, foram utilizadas técnicas de radar desenvolvidas durante a Segunda Guerra Mundial. Tal sistema, apesar de ser importante do ponto de vista científico, não mereceu maior desenvolvimento, pois exigia equipamentos extremamente potentes e complexos, permitia pequena capacidade de comunicação, além do que apresentava disponibilidade restrita (aproximadamente 12 horas por dia) e um tempo de retardo exagerado (mais de 2 segundos, devido à distância da Lua à Terra, que é cerca de 380 000 km).

## O projeto
Uma equipe liderada por John H. DeWitt utilizou-se de um equipamento que consistia de um enorme transmissor de rádio, um receptor e uma conjunto de antenas construídas especificamente para este propósito. O transmissor utilizado foi um radar SCR-271 modificado com potência de 3 quilowatts (posteriormente atualizado para 50 quilowatts), que transmitia um sinal pulsado na frequência de 111,5 MHz.
O receptor teve que compensar o efeito Doppler da frequência do sinal refletido devido ao movimento orbital da Lua em relação à superfície da Terra, que se alterava continuamente, de modo que este movimento tinha que ser cuidadosamente calculado para cada tentativa.
Depois de várias tentativas, em 10 de janeiro de 1946, às 11 h 58 min (hora local), o primeiro sinal refletido foi detectado com sucesso pelo próprio DeWitt e pelo cientista-chefe, o engenheiro eletricista Edwin King Stodola. As ondas de rádio foram detectadas cerca de dois segundos e meio, após viajar de Nova Jersey para a Lua e retornar. O experimento foi repetido durante 8 horas ininterruptas ao longo de três dias.
Alguns autores afirmam que o Projeto Diana não só marcou o nascimento da astronomia de radar, que mais tarde seria usada para mapear planetas do Sistema Solar, mas também o nascimento do programa espacial dos Estados Unidos.
Ele representou a primeira demonstração de que as comunicações de rádio poderiam atravessar a ionosfera e serem transmitidos para além da Terra para sondas espaciais e exploradores humanos.